# El laberinto azul (novela)
El laberinto azul es una novela de los escritores norteamericanos Douglas Preston y Lincoln Child publicada el 11 de noviembre de 2014 por la editorial Grand Central Publishing en USA y en el año 2015 en España por la editorial Plaza & Janés, con el número de ISBN 9788401015472. Tiene 464 páginas.

## Sinopsis
A las nueve y veinte de la noche llaman al timbre de la residencia neoyorquina en Harlem del agente especial del FBI Aloysius Pendergast. Constance Greene, su fiel pupila, acude a abrir. En el umbral está Alban, el hijo de Pendergast, que cae estrepitosamente al suelo atado y muerto. 
Su padre sale a la calle y persigue sin éxito a un sospechoso coche negro. Más tarde, la autopsia dictaminará que el cadáver no presentaba signos de violencia, ni restos de alcohol o drogas. A Alban Pendergast le rompieron el cuello en un crimen planeado al detalle y limpiamente ejecutado por profesionales. Solo hay una pista: la gema encontrada en el estómago de la víctima.
El teniente Peter Angler, encargado del caso, habla con el padre de la víctima y su actitud lo desconcierta. Pendergast le dice que apenas tenía relación con su hijo, se declara incapaz de especular sobre las causas del crimen y parece que no tiene interés en cooperar con la investigación policial. Pero en cuanto llega a su casa accede a la base de datos de homicidios no resueltos y localiza los resultados de ADN del llamado asesino del Hotel, cuya brutalidad tuvo en vilo a Manhattan hace un año y medio.
La joya encontrada en el estómago de Alban lleva a Pendergast hasta una mina abandonada en el lago Saltón de California. Pero allí descubrirá que un hecho del pasado cometido por uno de sus familiares puede traerle consecuencias muy graves amenazando con terminar su investigación y su propia vida.